# Český filharmonický sbor Brno
Český filharmonický sbor Brno je český profesionální pěvecký sbor sídlící v Brně, který se zaměřuje na oratorní, kantátový a operní repertoár. Založil jej v roce 1990 hudební skladatel Petr Fiala, který po celou dobu jeho trvání působí jako jeho ředitel a hlavní sbormistr.